# 石川広季
石川 広季（いしかわ ひろすえ、生年不詳 - 宝治2年3月4日（1248年3月30日））は、鎌倉時代初期の武将。大和源氏の流れを汲む陸奥石川氏7代目当主。石川基光の次男。光貞らの父。従四位下大膳大夫。夫人は藤原朝光の娘。
兄重勝が多病であったため、仏門に入った父の跡を継いだ。
寿永2年（1183年）、平家討伐の兵を挙げた源頼朝のもとへ、一族の成田光治に兵を与えて派兵する。
平家滅亡の後、文治5年（1189年）、頼朝は奥州藤原氏を攻めるため、自ら大軍を率いて陸奥白河関に到った。広季は病に伏せっていたため、一族の大寺光行を名代として兵を預け、頼朝を迎えさせた。大軍が藤田に到着すると、頼朝は源頼義が勧請した八幡宮に戦勝祈願を行う。
この時頼朝は、石川の館の麓の河隈に明賀の松の影そ映ふ、と和歌を詠んでいる。
頼朝は、奥州藤原氏を破って奥州を平定した後、志田郡の一部を八幡宮の神料として寄進、鎌倉に凱旋した。光行も石川に帰還した。
建久元年（1190年）、藤原氏の旧臣大河兼遠が残党を集めて乱を起こすと、平定の軍に光行を参陣させる。
建久8年（1197年）、広季は一族の光行、矢吹光誠を伴って鎌倉で頼朝にまみえ、善光寺詣での先駆けを命じられる。上洛し、広季は従四位下大膳大夫、光行は従五位下兵部少輔、光誠は従五位下刑部少輔にそれぞれ任じられる。

## 系譜
```
石川広季┳光貞（第8第当主）
　　　　┣長女（
平光盛
室）
　　　　┣浅利八郎
　　　　┣次女（
源長氏
室）
　　　　┣三女（早世）
　　　　┗三男（早世）
```